# Roer (rivier)
De Roer (Duits: Rur; Frans: Rour of Roer) is een zijrivier van de Maas. Haar lengte bedraagt ongeveer 165 km, waarvan 21,5 km op Nederlands grondgebied. Het stroomgebied van de Roer meet 234.000 ha; dat is 7% van dat van het totale stroomgebied van de Maas. Het verval is 643 meter. De Roer is, samen met de Dieze, de belangrijkste (lees: meest waterrijke) rivier die binnen Nederland in de Maas stroomt.
De Roer (Rur) dient niet verward te worden met de Ruhr, een zijrivier van de Rijn, waarnaar het Ruhrgebied is genoemd.

## Verloop
De Roer ontspringt op ongeveer 662 meter boven TAW (en 660 meter boven NAP) in de Hoge Venen, nabij het hoogste punt van België, Botrange, op het grondgebied van Sourbrodt, een deelgemeente van Robertville, in de Waalse provincie Luik. Ze stroomt zuidwaarts en daarna oostwaarts en na 15 km over Belgische bodem over de Duitse grens en dan noordwaarts naar en door Monschau. Er voegen zich over die afstand veel beken bij de Roer, zodat ze een steeds groter debiet krijgt.
Veertig kilometer van de bron ligt in de rivier de Roerdaldam, de op een na grootste stuwdam van Duitsland. Het Roermeer (Rursee) dat daardoor is ontstaan, is een uitgestrekt stuwmeer. De Rursee is verbonden met allerlei andere stuwmeren stroomop- en -afwaarts langs de Rur. Deze negen grote stuwmeren kunnen per jaar 80 miljoen m³ drinkwater leveren aan de steden Aken, Düren, Heinsberg en omgeving. Na opnieuw veertig kilometer verlaat de rivier de Eifel en begint de middenloop, die voorbij de industriesteden Düren (waar in de 17e eeuw, speciaal voor de talrijke watermolens aan de rivier, die o.a. ijzer bewerkende bedrijven en papiermolens aandreven, nabij de rivier een nevengeul met de naam Mühlenteich is gegraven) en Jülich (Gulik), overgaat in de benedenloop. De loop van de rivier is hier bepaald door de ligging van de Roerdalslenk, een tektonische structuur in de ondergrond. Opvallend is, dat de meanders van de Roer in de middenloop zijn verdwenen tijdens kanalisatiewerkzaamheden. In dit laatste gedeelte mondt de grootste zijrivier van de Roer, de Worm, in de rivier uit.
Ter hoogte van Vlodrop bereikt de rivier Nederlands grondgebied. Ze meandert via Herkenbosch, Melick en Sint Odiliënberg naar het noordwesten. Net voorbij Lerop duikt de A73 via de Roertunnel onder de Roer door en mondt ze bij Roermond via een kleine delta uit in de Maas (op 16,8 meter boven NAP). De delta bestond oorspronkelijk uit drie mondingen, waarvan er nog twee over zijn: de Hambeek en de eigenlijke Roer. In die laatste bevindt zich de oudste, nog operationele waterkrachtcentrale van Nederland, de ECI-centrale. Ten noorden van de Schippershaven bevindt zich nog een restant van een veel oudere zijtak van de Roer, die nu dienst doet als kleine nevengeul van de Maas.

## Economische en biologische betekenis
De naam Rur wordt al in 847 genoemd. De Roer telt in Duitsland negen stuwmeren, die verschillende functies hebben: drinkwatervoorziening, waterbeheersing, energieopwekking en recreatie.
Het Roerdal is het woongebied van ijsvogels, bevers en bijzondere libellen. Het Nederlandse gedeelte is (in tegenstelling tot het grootste deel van het Duitse) niet gekanaliseerd.
Vanaf de 17e eeuw werd het vrij snel stromende water van de Roer, soms via aparte molenbeken omgeleid, gebruikt voor watermolens, die behoorden bij ambachtelijke en vroeg-industriële bedrijven, o.a. in de sectoren papier- en metaalbewerkingsindustrie. Een aantal van deze bedrijven ontwikkelde zich tot grote industrieën zoals Hoesch AG en diverse nog bestaande papierfabrieken.
In de jaren zestig en zeventig van de vorige eeuw was de Roer sterk vervuild door het spoelwater van de vele Duitse steenkoolmijnen. Er zwommen geen vissen, er was geen leven meer en het was gevaarlijk om in de Roer te zwemmen. Schuimvlokken overspoelden geregeld delen van de stad Roermond. Na de sluiting van de Duitse mijnen werd de rioolzuivering in Duitsland en Nederland sterk verbeterd. Ook werd de overstort uit het riool bij hevige regen opgevangen in bassins. Alleen de bodem is nog vervuild. Het water is nu zo schoon dat er forellen en meer dan 30 soorten vissen terug zijn. Na een afwezigheid van 125 jaar is in 2006 de zalm weer teruggekeerd in de Roer.

## Toerisme, sport en recreatie
Langs de rivier loopt een langeafstands-fietsroute, van Botrange in de Ardennen, via o.a. Monschau en Düren naar Roermond lopende, RurUfer-Radweg. De route is 180 km lang en van bebording voorzien.
Enkele van de stuwmeren op de Rur, waaronder dat nabij de Rurtalsperre, zijn toeristisch ontwikkeld met faciliteiten voor watersport en strandrecreatie (bij Schmidt (Nideggen)).